# العونات
العونات هي قرية مغربية غرب المملكة. تنتمي العونات لإقليم سيدي بنور. تضم هذه القرية 18.258 نسمة (إحصاء 2004).